# Rue Ontario
Pour les articles homonymes, voir Ontario (homonymie).
La rue Ontario est une des artères de la ville de Montréal, Québec, Canada.

## Situation et accès
Elle traverse les arrondissements de Ville-Marie et de Mercier–Hochelaga-Maisonneuve. C'est dans ce dernier arrondissement qu'elle devient plus commerciale, avec la Promenade Ontario. 
Au centre-ville de Montréal, à l'ouest de la rue Saint-Urbain, la rue est renommée avenue du Président Kennedy en l'honneur de John F. Kennedy. 
Notons aussi qu'il existe d'autres tronçons dans la section Mercier de Mercier–Hochelaga-Maisonneuve, dans la ville de Montréal-Est et le quartier de Pointe-aux-Trembles.
Deux stations de métro ont un édicule sur la rue Ontario: Place-des-Arts et Frontenac. L'autobus de la STM qui longe cette rue est la 125.

## Historique

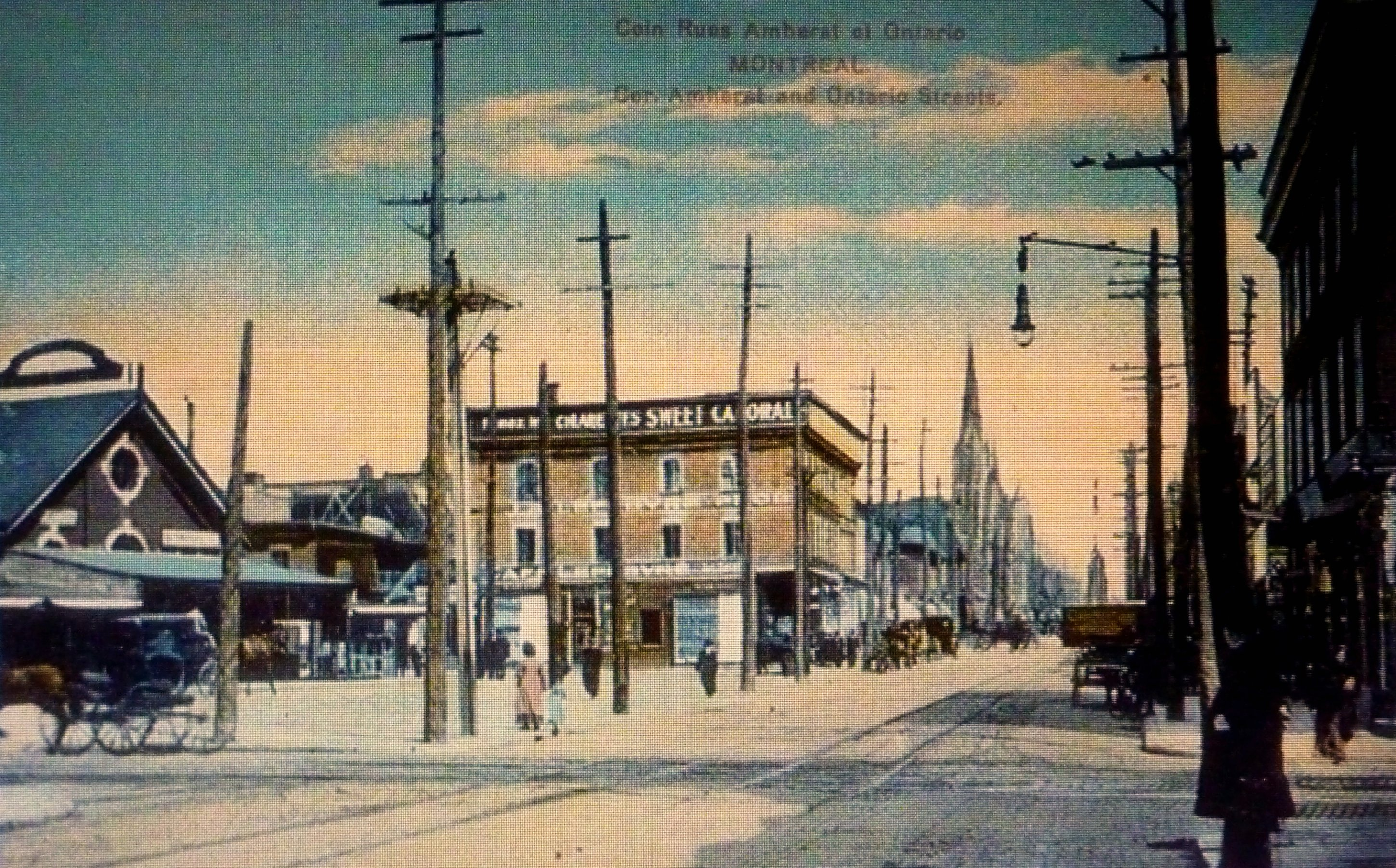
Carte postale de la rue Ontario avec le marché Saint-Jacques à gauche, 1910

Deux hommes d'affaires (John S. Cartwright, banquier de Kingston et J. B. Forsyth, marchand de Montréal) achètent et subdivisent la ferme de Sir John Johnson dans la partie nord du faubourg Québec. Ils donnent à trois nouvelles voies les noms de trois grands lacs canadiens: Érié, Huron et Ontario. 
Par la suite, la rue Ontario est prolongée par étapes tant vers l'est que vers l'ouest. 
La rue Ontario est dénommée depuis 1842 mais on officialise son nom en 1867.
Jusqu'en 1948, on a cru que cette dénomination rappelait la province de l'Ontario (Canada) mais la découverte des documents de subdivision par un archiviste de la Ville de Montréal a rétabli la situation.

## Promenade Ontario
L’appellation « promenade Ontario » fait  référence à la partie de la rue Ontario située entre la rue Darling et le boulevard Pie-IX qui sert d'artère principale au quartier d'Hochelaga-Maisonneuve.
Plusieurs commerces longent cette rue dont plusieurs fast-food typiques du vieux Hochelaga comme le restaurant La Québécoise et le restaurant La Pataterie, deux classiques du coin. On y retrouve également plusieurs cafés comme l'Anticafé, Atomic café et le café Des Alizés.
Durant l'été 2020, alors que sévit la pandémie de Covid-19, une piétonnisation de la promenade permet aux piétons de se déplacer sur celle-ci en observant une plus grande distanciation. Le projet de piétonnisation obtient un succès auprès des citoyens alors que les commerçants sont divisés sur le sujet. À l'été 2021, le projet est repris mais avec une piétonnisation partielle de la promenade de la rue Nicolet jusqu'au boulevard Pie-IX uniquement,. De nouveaux aménagements sont cependant apportés : des terrasses élargies, un verdissement accru. un service de triporteur pour les personnes à mobilité réduite, etc.

## Bâtiments remarquables et lieux de mémoire
- Bain Mathieu
- Marché Saint-Jacques
- Promenade des Artistes

## Source
- Ville de Montréal. Les rues de Montréal. Répertoire historique. Montréal, Méridien, 1995, p. 360

.